# Natural History: The Very Best of Talk Talk
Natural History: The Very Best of Talk Talk  — сборник британской группы Talk Talk, изданный лейблами EMI и Parlophone  в 1990 году. Он содержит песни, записанные в период с 1982 по 1988 годы на лейбле EMI. Композиции на альбоме представлены в жанрах синтипоп, арт-рок и пост-рок.

## Об альбоме
В сборник вошли композиции с четырёх альбомов Talk Talk — The Party's Over, It’s My Life, The Colour of Spring и с предпоследнего альбома Spirit of Eden.
Также на пластинке оказалась полная версия песни «My Foolish Friend», ранее издававшаяся только в качестве сингла, сюда же попала отредактированная версия композиции «Desire».
Сборник хорошо продавался, а на фоне его успеха был выпущен альбом ремиксов History Revisited. Его продюсированием занимались Колин Тёрстон — первоначальный продюсер Talk Talk и Duran Duran, Тим Фриз-Грин, являвшийся соавтором многих песен Talk Talk, основным продюсером и единственным клавишником группы, а также Ретт Дэвис, сотрудничавший с Roxy Music.
Как и многие пластинки Talk Talk, получавшие золотой или серебряный статус, диск Natural History: The Very Best of Talk Talk получил золотой статус в Великобритании.
Компания EMI переиздала три наиболее популярных сингла Talk Talk — «Life's What You Make It», «Such a Shame» и «It's My Life» в 1990 году, которые повторно попали в чарты.

## Список композиций
| #  | Оригинальное название     | Перевод                          | Авторы                                           | Длительность |
| -- | ------------------------- | -------------------------------- | ------------------------------------------------ | ------------ |
| 1  | «Today»                   | Сегодня                          | Саймон Бреннер, Ли Харрис, Марк Холлис, Пол Уэбб | 3:30         |
| 2  | «Talk Talk»               | Говоришь говоришь                | Эд Холлис, Марк Холлис                           | 3:15         |
| 3  | «My Foolish Friend»       | Мой глупый друг                  | Саймон Бреннер, Марк Холлис                      | 3:18         |
| 4  | «Such a Shame»            | Какая досада                     | Рэй Дэвис, Марк Холлис                           | 5:22         |
| 5  | «Dum Dum Girl»            | Дурная девчонка                  | Тим Фриз-Грин, Марк Холлис                       | 4:02         |
| 6  | «It's My Life»            | Моя жизнь                        | Тим Фриз-Грин, Марк Холлис                       | 3:51         |
| 7  | «Give It Up»              | Брось это всё                    | Тим Фриз-Грин, Марк Холлис                       | 5:19         |
| 8  | «Living in Another World» | Живу в другом мире               | Тим Фриз-Грин, Марк Холлис                       | 7:00         |
| 9  | «Life's What You Make It» | Жизнь такая, какой её делаешь ты | Тим Фриз-Грин, Марк Холлис                       | 4:25         |
| 10 | «Happiness Is Easy»       | Счастье бывает легким            | Тим Фриз-Грин, Марк Холлис                       | 6:29         |
| 11 | «I Believe in You»        | Верю в тебя                      | Тим Фриз-Грин, Марк Холлис                       | 5:55         |
| 12 | «Desire»                  | Желание                          | Тим Фриз-Грин, Марк Холлис                       | 6:56         |
| 13 | «Tomorrow Started»        | Наступило завтра                 | Марк Холлис                                      | 7:45         |

## Чарты
| Год  | Чарт                     | Позиция |
| ---- | ------------------------ | ------- |
| 1990 | German Albums Chart      | 10      |
| 1990 | Dutch Albums Chart       | 16      |
| 1990 | New Zealand Albums Chart | 20      |
| 1990 | Swiss Albums Chart       | 27      |
| 1990 | UK Albums Chart          | 3       |

## Участники записи
- Саймон Бреннер, Рэй Дэвис, Эд Холлис — композиторы;
- Фил Браун — звукозаписывающий инженер;
- Тим Фриз-Грин — композитор, продюсер, клавишные;
- Ли Харрис — композитор, ударные;
- Марк Холлис — композитор, клавишные, гитара, вокал;
- Джеймс Марш — иллюстрации;
- Майк Робинсон — микширование;
- Пол Уэбб — бас-гитара, композитор;
- Ретт Дэвис — продюсер;